# Ambaladevanahalli, Turuvekere
Ambaladevanahalli là một làng thuộc tehsil Turuvekere, huyện Tumkur, bang Karnataka, Ấn Độ.